# ENFP

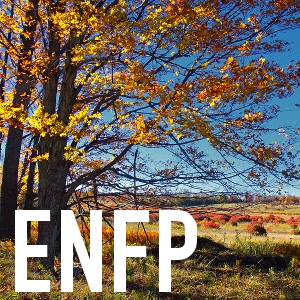
根据Myers-Briggs公司，ENFP被称为“富想象力的激励者”（imaginative motivator）。

ENFP是迈尔斯-布里格斯性格分类法（MBTI）中十六种人格类型之一:30-31，缩写意为外向（英語：Extraversion）、直觉（英語：iNtuition）、情感、感知（英語：Perceiving）:6，原型来自荣格类型学理论中“以直觉主导的外向型”（英語：Extraverts with dominant intuition），后来由迈尔斯和布里格斯完善为“以直觉主导、以情感辅助的外向型”（英語：Extraverts with dominant Intuition and auxiliary Feeling）:22-23。
在凯尔西气质分类法中，ENFP被称为「捍卫者」（英語：Champion），属于理想主义者的四种气质之一。
综合各方统计，ENFP类型约占人口的2-10%。

## 理论基础

### 迈尔斯-布里格斯性格分类法（MBTI）
《MBTI手冊》指出，該指標「旨在實施一種理論；因此必須理解理論才能理解MBTI」。MBTI強調天生差異的意義；其基本假設是，我們在理解自身經歷的方式上有着特定的偏好，這些偏好支撐着我們的興趣、需求、價值觀和動機。該理論的精髓是，人類的許多看似隨機變化的行為其實是相當有序而規律的，這是因為個體在「感知」和「判斷」的方式上存在根本差異。MBTI評量工具旨在幫助識別健康行為中的感知和判斷模式。
MBTI的理論基礎是瑞士精神科醫生卡爾·榮格（Carl Jung）在1921年提出的一項具影響力的理論——心理類型。榮格認為，人們使用實感、直覺、情感和思考四種主要的心理功能來體驗世界，而人在大多數時候由其中一種功能主導。綜上，榮格提出了兩對一分為二的認知功能的存在：
- 「理性」的判斷功能：思考和情感
- 「非理性」的感知功能：實感和直覺

榮格認為，對於每個人來說，每個功能都主要以內向或外向的形式表達。基於榮格的原始概念，布里格斯和邁爾斯開發了她們自己的心理類型理論，組成四個類別——外向/內向（E/I）、實感/直覺（S/N）、思考/情感（T/F）、判斷/感知（J/P）；根據MBTI的論述，每個人在每個類別中各有一個偏好的特質，形成16種獨特的類型。MBTI的16種類型由四個字母縮寫來指代，這些縮寫分別來自該類型4種偏好的英文名稱首字母，不過「Intuition」（直覺）除外，它使用縮寫「N」來將其與「Introverted」（內向）的「I」區分開來。
| MBTI的16種類型                                       |      |      |      |
| ISTJ                                                 | ISFJ | INFJ | INTJ |
| ISTP                                                 | ISFP | INFP | INTP |
| ESTP                                                 | ESFP | ENFP | ENTP |
| ESTJ                                                 | ESFJ | ENFJ | ENTJ |
| 這個類型指標由邁爾斯所創，以擴展榮格的心理類型理論。 |      |      |      |

### 凯尔西气质分类法
大衛·凱爾西（David Keirsey）在了解MBTI系統後開發了「凱爾西氣質分類法」，這四種「氣質」可追溯到古希臘的傳統。他將這些氣質映射到邁爾斯與布里格斯創建的SP、SJ、NF和NT分組，並為MBTI的16種人格類型逐個命名：
| SP組 （工匠）       | ESETIP創業者   | ISETIP手藝人 | ESEFIP表演者 | ISEFIP作詞人 |
| SJ組 （監護人）     | ESITEJ監督人   | ISITEJ調查員 | ESIFEJ供給者 | ISIFEJ保護者 |
| NF組 （理想主義者） | ENIFEJ教育家   | INIFEJ咨詢師 | ENEFIP捍衛者 | INEFIP治療師 |
| NT組 （理性主義者） | ENITEJ陸軍元帥 | INITEJ策劃人 | ENETIP發明家 | INETIP建築師 |

## 类型动力学

### 四个偏好
MBTI通過以下偏好將人們歸類：:5-7
- 能量態度（注意力方向與能量來源）：外向或內向（E/I）
- 感知功能（信息收集方式）：實感或直覺（S/N）
- 判斷功能（決策方式）：思考或情感（T/F）
- 生活態度（對待外在世界的方式）：判斷或感知（J/P）

四個字母的組合遵循E/I、S/N、T/F、J/P的順序，由此產生了16種可能的字母組合，如ESTJ、ISFP、INFJ、ENTP等16種獨特的類型:29。在MBTI的理論中，「類型」表達的信息量不只是「4個偏好」，它代表了功能（S、N、T、F）、能量態度（E、I）以及對外界的態度（J、P）之間的一組複雜的動態關係:29。根據MBTI的論述，每組二分法的兩個「偏好」類似左撇子與右撇子，人們確實會使用雙手，但通常會用喜歡的那隻手伸手，因為那樣更自然:117。更重要的是，所有偏好和類型都同樣有價值，MBTI並不顯示一個人的能力。每種人格類型都有它自己的潛在優勢，和提供機遇能讓這優勢成長的領域:52
- E——外向态度相对于内向态度（I）。偏好外向态度的人喜欢通过积极参与许多不同的活动来获取能量。他们置身人群时感到兴奋，并乐于激励他人。他们喜欢付诸行动以实现某些事情。他们通常对这个世界有归属感。当他们可以大声谈论一个问题并听取别人的意见时，通常会更好地理解它[24]。
- N——直觉功能相对于实感功能（S）。偏好直觉功能的人对外来信息的关注点侧重于印象、含义和规律。他们偏好的学习方式是思考问题，而非动手实践。他们对新事物和可能性感兴趣，因此他们更多地思考未来，而非过去。他们喜欢研究象征性事物和抽象理论，即使未知如何将其应用出来。他们对事件的记忆更多是整体印象，而不是真实发生的事实或细节[25]。
- F——情感功能相对于思考功能（T）。偏好情感功能的人相信，只要权衡大家的关切与想法，就可以做出最好的决策。他们关注价值观，思考什么对人们是最好的。他们乐于建立或维护和谐，在人际关系中给人一种有爱、温暖和圆滑的印象[26]。
- P——感知态度相对于判断态度（J）。偏好感知态度的人在他们的外在生活中使用其感知功能——实感（S）或直觉（N）。他们似乎更喜欢灵活和随性的生活方式，倾向理解和适应这个世界，而不是组织它。在其他人眼中，他们对新的经验和信息保持开放态度[27]。

### 认知功能

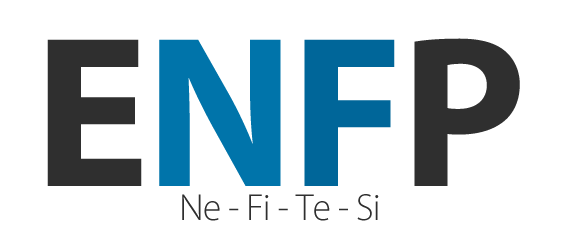
ENFP类型的功能层级

根据类型动力学，MBTI四组偏好中4种功能（S、N、T、F）通过不同态度（E、I、J、P）进行组合和互动，最终形成“功能叠列”（英語：function stack），即完整的人格类型。在功能叠列中，4个功能根据它们的“意识”强度进行降序排列，依次为“主导”（英語：dominant）、“辅助”（英語：auxiliary）、“第三”（英語：tertiary）及“劣势”（英語：inferior）功能，即第一至第四功能。主导功能是人格类型的核心优势，辅助功能则相当于副驾驶，而第三与劣势功能的意识和发育都较少。
随着类型发育（英語：type development）的终身过程，个体将逐步获得对两个感知功能（S/N）及两个判断功能（T/F）的更大控制和熟练度。一般情况下，主导功能在7岁以前开始发育，辅助功能则在20岁以前开始发育，第三功能和劣势功能则分别出现于中年时期或更晚。
根据类型动力学，ENFP类型的主导、辅助、第三及劣势功能（即第一至第四功能）分别为外向直觉（Ne）、内向情感（Fi）、外向思考（Te）及内向实感（Si）。

#### 主导功能：外向直觉（Ne）
外向直觉（简称Ne）是偏好直觉和感知类型（xNxP）的主导或辅助功能。根据《MBTI手册》第三版，Ne的定义如下：
| 将能量向外引导，以纵览新的想法、有趣的模式和未来的可能性:23。 |

根据德伦特博士（Dr. A.J. Drenth）的论述，Ne功能是发散形式的直觉，擅于生成大量想法、关联和可能性，这种发散性思维使NP类型在多个创造力指标的表现均优于其他类型。学者将Ne功能描述为“构思”，这种概念可能性的生成模式与艺术创作过程的早期阶段类似。
对于ENFP型的人而言，主导功能Ne使他们表现得相当随性，但随着其他功能的发育，Ne终能引导ENFP找到正确的方向。在感知上，Ne超越了Se所接收的感官数据，能识别出隐藏的规律、可能性和潜力。因此ENFP是思想开放的，能留意到各种观点，有助促进对外交流。ENFP喜欢Ne对外探索的期待感，但也可能因此难以作出明确而长久的决定或承诺。

#### 辅助功能：内向情感（Fi）
内向情感（简称Fi）是偏好情感和感知类型（xxFP）的主导或辅助功能。根据《MBTI手册》第三版，Fi的定义如下：
| 通过对自己和他人的内在价值观及外在行为的敏感度，寻求颇具意义且复杂的内在和谐:23。 |

根据德伦特博士（Dr. A.J. Drenth）的论述，Fi功能导向内部，以高度独立为基础，引导并管理个人情感和价值观。FP类型的人通常不会直抒胸臆，而是借由其他认知功能来表达。他们以核心价值观来引导生活与事业，若自己的价值观受到挑战，他们会不惜违抗社会规范。由于Fi功能比任何其他功能都更能自然地欣赏生命本身的神圣价值，学者将Fi功能描述为“珍视”。
对于ENFP型的人而言，他们通过主导功能Ne探索事物后，使用辅助功能Fi的个人品味和价值观形成判断，有助ENFP自我理解和作出决策。由于Fi功能导向内部，他人可能很难接触到ENFP的内在情绪（除了他们一贯的活力和热情）。

#### 第三功能：外向思考（Te）
外向思考（简称Te）是偏好思考和判断类型（xxTJ）的主导或辅助功能。根据《MBTI手册》第三版，Te的定义如下：
| 通过运用明晰度、目标导向和果断行动，寻求对外部环境的逻辑秩序:23。 |

根据德伦特博士（Dr. A.J. Drenth）的论述，Te在人际关系中表现出理性判断并诉诸断言，因此TJ类型的人被形容为“大声地思考”。Te旨在理性地理解并完善外部系统或体系，以增强其效率和效益，过程中利用了经验数据和既定程序。综上，学者将Te功能描述为“结构化”。
对于ENFP型的人而言，第三功能Te可能使他们缺乏主见，因为他们倾向把判断和意见留给内心世界（Fi）。但正因为ENFP的内在有着独立的思想，因此Te的发育不足可能令他们难以表达真我和维护自信，引发其负面情绪和被动攻击行为。通过发展Te，ENFP可获得足够的力量和信心以实现自我。

#### 劣势功能：内向实感（Si）
内向实感（简称Si）是偏好实感和判断类型（xSxJ）的主导或辅助功能。根据《MBTI手册》第三版，Si的定义如下：
| 向内引导能量，并存储外部现实和内部思想经验的事实与细节:23。 |

根据德伦特博士（Dr. A.J. Drenth）的论述，Si相信它所知道的——从过去的经验中回忆起的东西，包括记忆、传统、从属关系、既定常规等方面。与其尝试新事物，Si更喜欢安全感，坚持既有的思想和行为模式，故SJ类型的人偏好熟悉的环境。此外，他们喜欢稳定性和可预测性，使他们在生活中表现得忠诚而可靠。
对于ENFP型的人而言，劣势功能Si常被他们所忽略。ENFP可能缺乏对身心的关注，在压力下（过度补偿），他们可能放大身心的不适感，消极的心理作用可能引发各种疾病。当ENFP使用Ne时，他们经常忽略日常生活的细节，但在过度补偿下可能转趋完美主义；由于Ne与Si的冲突，年轻的ENFP可能会在追求自由与遵循传统之间挣扎。

#### 阴影功能
后来的人格类型研究者（特别是琳达·V·贝伦斯）在这个降序排列中添加了四个附加功能。这些功能被称为阴影（英語：Shadow）功能，因为一个人并不自然地倾向于它们，但在压力之下它们也会浮现。对ENFP来说，这些阴影功能是（按次序）：
| 将能量引导向内，专注于潜意识图像、关联和规律，以此形成内在视野及洞察力:23。 |

| 通过组织和构建环境来满足人们的需求与自己的价值观，以追求和谐:23。 |

| 通过深度思考并建立一套用于理解的逻辑系统，以追求内部思维的准确性和秩序:23。 |

| 将能量向外引导，并通过专注于当下积累的详细而准确的感官数据，来获取信息:23。 |

## 特征
根据《MBTI手册》，以下是偏好ENFP类型的人可能有的天赋、特质、外在评价和潜在的成长空间:64,79,81。
《MBTI手册》对ENFP类型的简述如下:64：
热情洋溢，富想象力，觉得人生充满可能性。能够非常迅速地洞察趋势与事件之间的关联，然后根据这些洞见，很有自信地处理事情。渴望得到许多人的肯定，并乐于给予赞许和支持。随性、灵活而有适应力，常常仰赖即兴应变能力和三寸不烂之舌。

### 天赋
对于偏好ENFP的人来说，生命是一场创造性的冒险，充满令人兴奋的可能性。ENFP类型对他人有着敏锐的感知，对当下与未来具有深刻的洞察力。他们也有着广泛的感受和强烈的情绪。他们需要别人的肯定，并乐于给予赞赏和支持:79。
属于ENFP型的人擅长理解人与群体的运作方式。当他们投身于对自己重要的事情时，既有说服力，又引人注目。他们适应力强，在每一寸土壤都能茁壮成长，他们的能量和热情也激励他人发光发亮:79。

### 特质
ENFP类型的人是创新者，他们发起项目并投入大量精力推动它们的实施。他们主要在外部世界使用直觉功能，受到新人、新点子和新体验的刺激。他们很容易看到意义和重要性，以及其他人看不到的关联性:79。他们很可能是：
- 好奇、有创意、富有想象力的
- 精力充沛、热情洋溢、自发的[2]:79

ENFP类型的人重视和谐与善意。他们喜欢取悦别人，并尽可能顺应别人的需求和愿望。ENFP主要在内心世界使用情感功能，通过认同和共情他人来运用个人价值观做出决策:79。ENFP很可能是：
- 热情、友好和关心他人的
- 合作和支持的[2]:79

ENFP对他人的发展机遇有着卓越的洞察力，并有能量和动力以助其实现。他们凭借自己的深刻见解自信地向前迈进，他们的热情往往会带动他人一同前进:79。

### 外在评价
属于ENFP类型的人通常是活泼、合群、喜欢社交的，并拥有广阔的朋友圈。他们几乎对所有事情都感兴趣，并且对生命热情得引人注目。同时，他们重视亲密关系的深度和真实性，不遗余力地创造并支持开放而坦诚的交流:79。
ENFP型的人讨厌例行公事、时间表和体系，并通常设法避免它们。他们通常口才流利，即使是即兴的讲话亦如是；然而，当他们需要表达最深层次的价值观时，可能会突然变得笨拙，并以不寻常的强度表达他们的价值判断:79,81。其他人通常认为ENFP型的人是：
- 幽默、有洞察力和有说服力的
- 热情、即兴和多才多艺的
- 给予并寻求肯定的[2]:81

### 潜在的成长空间
有时候，生活环境并不支持ENFP类型的人发展和表现他们的情感（F）和直觉（N）偏好:81。
- 如果ENFP类型没有开发其情感功能，他们可能会变得三分钟热度，永远无法投入足够的精力将他们的深刻洞察化为行动，或可能做出过于个人化的决定[2]:81。
- 如果ENFP类型没有开发其直觉功能，他们可能无法获取足够的信息，对自己的见解缺乏信任，变得优柔寡断，并太快地接受他人的看法[2]:81。

如果ENFP找不到一个可以发挥其天赋并赞赏其贡献的地方，他们通常会感到沮丧:81，并可能会：
- 变得散漫，难以集中精力，容易分心
- 无法贯彻执行决策
- 变得叛逆，过度不服从
- 忽略最后期限和作业流程[2]:81

ENFP类型对他们不偏好的实感（S）和思考（T）功能的关注较少，这本来是正常的:81。然而，如果他们过于忽视这些部分，他们可能会：
- 无法处理好实现灵感所需的细节和例行程序
- 过度扩张自我，难以抗拒有趣的人和可能性
- 无法运用理性和逻辑来评估他们的灵感和决策[2]:81

在庞大的压力下，ENFP可能会沉浸在细枝末节中，丧失正常的观察角度和选择的意识。结果他们往往会聚焦于无关紧要或曲解的细节，并被这些细节主导一切思绪:81。

## 统计学

### 人口分布
根据心理类型应用中心（Center for Applications of Psychological Type）按美国人口类型分布的推算数据显示，ENFP类型约占人口6-8%；性别分布方面，ENFP在女性人口大约占8-10%，在男性人口则约占5-7%。
不过，根据大卫·凯尔西的著作《请理解我II》（英語：Please Understand Me II）所指，ENFP所对应的气质“捍卫者”（英語：Champion）只占人口约2-3%。

### ENFP之最
根据《MBTI手册》第三版的研究结果，ENFP类型在统计中显示出以下特殊趋势:81-82：
- 在使用社交和感情的应对策略（英語：coping resources）方面表现最佳的类型
- 在多个生活领域中报告的压力最低的类型
- 作为老师，最不可能将学生行为视作严重问题的类型
- 理想工作的最重要特征是创造性（英語：creativity）和独创性（英語：originality）
- 最重视“人际关系和友情”及“有创意”的类型

### 注脚
1. ↑  . share.themyersbriggs.com. The Myers-Briggs Company.   [2023-06-04].
2. 1 2 3 4 5 6 7 8 9 10 11 12 13 14 15 16 17 18 19 20 21 22 23 24 25 26 27 28 29 30 31 32 33 34 35 36  Myers, Isabel; McCaulley, Mary; Quenk, Naomi; Hammer, Allen.  3rd. Consulting Psychologists Press. 1998. ISBN 978-0-89106-130-4.
3. ↑  .   [2011-02-02]. （原始内容存档于2009-05-13）.
4. 1 2 3  .   [2011-03-16]. （原始内容存档于2010-10-30）.
5. 1 2  .   [2011-03-16]. （原始内容存档于2017-09-11）.
6. ↑  雪力（夏瑄澧）.  初版. 三采文化股份有限公司. 2023-03-31  [2023-07-26]. ISBN 978-626-358-056-5. （原始内容存档于2023-09-29） （中文（臺灣））.
7. ↑  . TED-Ed.   [2023-07-26]. （原始内容存档于2023-09-29） （英语）.
8. ↑  Myers et al. 1998，第1頁.
9. ↑  Psychological Testing: Principles, Applications, and Issues (2009), p. 502.
10. 1 2  . www.myersbriggs.org. Myers & Briggs Foundation.   [2023-08-22]. （原始内容存档于2023-08-04） （英语）.
11. ↑  Jung, Carl Gustav. . . Princeton University Press. 1971. ISBN 978-0-691-09770-1.
12. ↑  Berens, Linda V.; Nardi, Dario. . . Telos Publications. 2004: 3  [2023-05-25]. ISBN 978-0-9664624-2-5 （英语）. According to Jung, the goal is not to use all the functions equally well but to have one that is dominant or trusted and developed most.
13. ↑  Huber, Kaufmann & Steinmann 2017，第34頁.
14. 1 2  Myers et al. 1998，第6-7頁.
15. ↑  Myers & Myers 1995，第17頁.
16. ↑  Myers et al. 1998，第29頁.
17. ↑  . www.myersbriggs.org. Myers & Briggs Foundation.   [2023-08-06]. （原始内容存档于2023-08-07）.
18. ↑  Myers et al. 1998，第23頁.
19. 1 2  . www.myersbriggs.org. The Myers & Briggs Foundation.   [2023-05-23]. （原始内容存档于2023-06-03）.
20. ↑  . www.myersbriggs.org. Myers & Briggs Foundation.   [2023-08-06]. （原始内容存档于2023-08-04） （英语）.
21. ↑  Keirsey, David.  1st. Prometheus Nemesis Book Co. May 1, 1998 [1978]. ISBN 1-885705-02-6.
22. ↑  . The Myers & Briggs Foundation.   [2023-06-02].
23. ↑  Myers, Isabel Briggs; Mary H. McCaulley.  2nd. Palo Alto, CA: Consulting Psychologist Press. 1985. ISBN 0-89106-027-8 （英语）.
24. ↑  . www.myersbriggs.org. The Myers & Briggs Foundation.   [2023-06-04]. （原始内容存档于2021-05-10）.
25. ↑  . www.myersbriggs.org. The Myers & Briggs Foundation.   [2023-06-04]. （原始内容存档于2021-05-10）.
26. ↑  . www.myersbriggs.org. The Myers & Briggs Foundation.   [2023-06-04]. （原始内容存档于2023-05-20）.
27. ↑  . www.myersbriggs.org. The Myers & Briggs Foundation.   [2023-06-04]. （原始内容存档于2023-04-11）.
28. 1 2 3  Dr. A.J. Drenth. . Personality Junkie.   [2023-06-11]. （原始内容存档于2023-03-26）.
29. 1 2  . www.myersbriggs.org. The Myers & Briggs Foundation.   [2023-06-11]. （原始内容存档于2023-05-14）.
30. ↑  . www.myersbriggs.org. The Myers & Briggs Foundation.   [2023-06-11]. （原始内容存档于2023-05-17）.
31. 1 2 3 4 5  . Personality Junkie.   [2023-06-11]. （原始内容存档于2023-06-11）.
32. 1 2 3 4 5 6 7 8 9 10 11 12 13 14 15 16 17  . Personality Junkie.   [2023-06-07].
33. ↑  .   [2011-02-02]. （原始内容存档于2011-02-08）.
34. ↑  . www.cognitiveprocesses.com. CognitiveProcesses.   [2023-06-09]. （原始内容存档于2023-03-29） （英语）.
35. ↑  . www.myersbriggs.org. The Myers & Briggs Foundation.   [2023-06-12]. （原始内容存档于2022-07-22）.